# Supercoppa Primavera 2018
La Supercoppa Primavera 2018 si è disputata il 20 febbraio 2019 allo Stadio Breda di Sesto San Giovanni.
A sfidarsi sono stati l'Inter e il Torino, vincitrici rispettivamente del Campionato e della Coppa Italia nella stagione 2017-18. A vincere il trofeo è stato il Torino, che si è imposto ai rigori per 4-2 dopo il 2-2 dei tempi supplementari.

## Tabellino
| Arbitro: | Amabile (Vicenza) |

|                                  |                      |                                          |
| Salcedo 79’ Esposito 105’        | Marcatori            | 36’ Onisa 94’ Rauti                      |
| Zappa Pompetti Adorante Esposito | Tiri di rigore 2 – 4 | Isacco Ferigra Murati Millico Petrungaro |

| Inter | Torino |